# Provinciale weg 744
De provinciale weg 744 (N744) loopt van Albergen naar Zenderen door Twente in de provincie Overijssel.
De N744 sluit aan op de N349 in Albergen en op de N743 in Zenderen. Het noordelijke gedeelte van de weg heet Zenderseweg, het zuidelijke gedeelte heet Albergerweg. In 2001 is langs de totale lengte van deze weg een fietspad geopend. Oorspronkelijk liep de N744 dwars door Albergen naar de N349. De route is echter verlegd via de Van Koersveldweg, waardoor doorgaand verkeer tegenwoordig om het dorp heen wordt geleid.
De weg is ingericht als tweestrooks-gebiedsontsluitingsweg, waar buiten de bebouwde kom een maximumsnelheid van 80 km/h van kracht is.

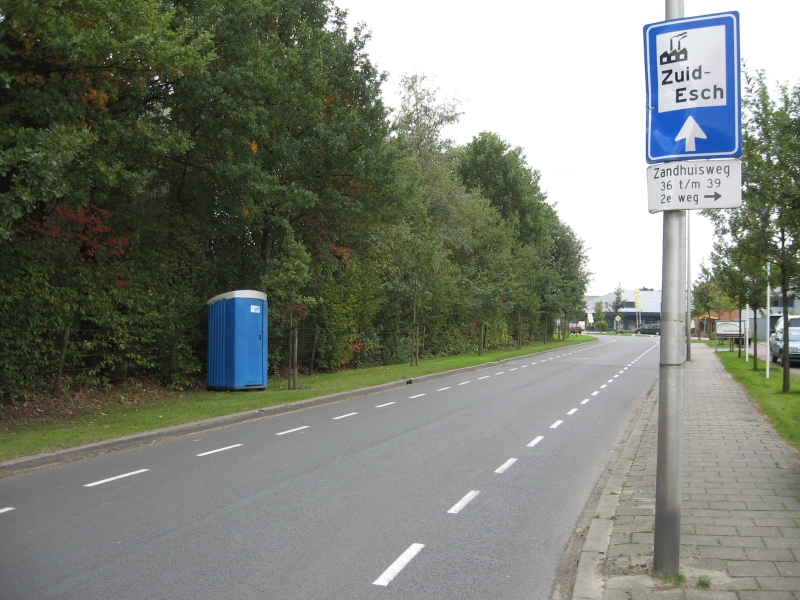
De N744 binnen de bebouwde kom van Albergen.

N23 · N34 · N224 · N225 · N229 · N233 · N271 · N301 · N302 · N303 · N304 · N305 · N306 · N307 · N308 · N309 · N310 · N311 · N312 · N313 · N314 · N315 · N316 · N317 · N318 · N319 · N320 · N322 · N323 · N324 · N325/A325 · N326/A326 · N327 · N329 · N330 · N331 · N332 · N333 · N334 · N335 · N336 · N337 · N338 · N339 · N340 · N341 · N342 · N343 · N344 · N345 · N346 · N347 · N348/A348 · N349 · N350 · N351 · N352 · N375 · N377

N418 · N701 · N702 · N703 · N704 · N705 · N706 · N707 · N708 · N709 · N710 · N711 · N712 · N713 · N714 · N715 · N716 · N717 · N718 · N719 · N720 · N727 · N731 · N732 · N733 · N734 · N735 · N736 · N737 · N738 · N739 · N740 · N741 · N742 · N743 · N744 · N745 · N746 · N747 · N748 · N749 · N750 · N751 · N752 · N753 · N754 · N755 · N756 · N757 · N758 · N759 · N760 · N761 · N762 · N763 · N764 · N765 · N766 · N768 · N781 · N782 · N783 · N784 · N785 · N786 · N787 · N788 · N789 · N790 · N791 · N792 · N793 · N794 · N795 · N796 · N797 · N798 · N800 · N801 · N802 · N803 · N804 · N805 · N806 · N810 · N811 · N812 · N813 · N814 · N815 · N816 · N817 · N818 · N819 · N820 · N821 · N822 · N823 · N824 · N825 · N826 · N827 · N830 · N831 · N832 · N833 · N834 · N835 · N836 · N837 · N838 · N839 · N840 · N841 · N842 · N843 · N844 · N845 · N846 · N847 · N848 · N852 · N855

Cursief vermelde wegen zijn voormalige provinciale wegen.